# Ogród Botaniczny Uniwersytetu Marii Curie-Skłodowskiej
Ogród Botaniczny Uniwersytetu Marii Curie-Skłodowskiej – ogród botaniczny położony na terenie lubelskiej dzielnicy Sławin, należący do Uniwersytetu Marii Curie-Skłodowskiej. Powstał w 1965, a dla publiczności został otwarty w 1974 roku.

## Lokalizacja
Ogród położony jest w północno-zachodniej części Lublina, na Sławinie, przy skrzyżowaniu ulicy Sławinkowskiej, al. Solidarności i al. Warszawskiej. W związku z przebudową tych dwóch ostatnich od 2014 roku dostępne jest tylko wejście od strony ul. Willowej (po zakończeniu remontu wejścia od strony skrzyżowania nie uruchomiono ponownie).

## Historia
Idea utworzenia Uniwersyteckiego Ogrodu Botanicznego w Lublinie zrodziła się w 1944 roku. Profesorowie Józef Motyka oraz Adam Paszewski utworzyli komisję, która sprawowała pieczę nad realizacją projektu jego utworzenia na terenie majątku Sławinek. Początkowo, w oczekiwaniu na akceptację lokalizacji ogrodu, w ramach Planu Wielkiego Lublina, utworzono na terenie miasteczka uniwersyteckiego „Ogród dendrologiczny” tzw. „stary botanik”, a dzisiejszy park Akademicki. Intensywne starania Kazimierza Bryńskiego o uzyskanie gruntów na Sławinku zaowocowały i uczelnia w 1958 roku uzyskała prawo własności do powierzchni liczącej 13 hektarów. Jednak budowa ogrodu botanicznego przybrała realne kształty, dopiero kiedy rektorem uczelni został prof. Grzegorz Leopold Seidler.
W latach 1964–1970 powstały zasadnicze zręby dzisiejszego Ogrodu. Teren został ogrodzony, powstał budynek administracyjno-gospodarczy z kotłownią oraz szklarnie o powierzchni blisko 1000 m². Powstały również zbiorniki wodne i urządzenia do spiętrzania wody. Autorami wstępnej koncepcji zagospodarowania Ogrodu byli architekci Oskar i Zofia Hansenowie z Krakowa przy konstruktywnej współpracy z dr Marią Petrowicz i doc. Dominikiem Fijałkowskim. W tym okresie powstały działy roślinne o charakterze systematycznym, użytkowym, ozdobnym i ekologicznym. W 1964 roku Tadeusz Petrowicz, który w przejął po Kazimierzu Bryńskim funkcję kierownika organizacyjnego, zajął się sprawami związanymi z budową i organizacją zaplecza gospodarczego. Projektowaniem i wykonywaniem nasadzeń kierował natomiast bezpośrednio prof. Dominik Fijałkowski przy znaczącym udziale dr Marii Petrowicz i dr Kazimierza Kozaka. Utworzono kolejne działy Ogrodu – Systematyki Roślin, Arboretum, Rośliny Użytkowe, Rośliny Ozdobne, Alpinarium, Rośliny Tropikalne i Subtropikalne, Flory Polski, Południowej i Południowo-Wschodniej Europy oraz dzisiaj już nieistniejące Ameryki Północnej i Azji.
23 lutego 1965 roku uznaje się za początek istnienia Ogrodu, kiedy to Senat Uniwersytetu Marii Curie-Skłodowskiej, w ramach Katedry Systematyki Roślin powołał jednostkę organizacyjną pod nazwą Ogród Botaniczny.
W 1970 roku kierownictwo Ogrodu przejął dr Kazimierz Kozak, staraniem którego teren Ogrodu został powiększony do 25 ha. W kolejnych latach trwały prace zmierzające do zakończenia pierwszego etapu organizacji i otwarcia Ogrodu dla publiczności, które miało miejsce 30 kwietnia 1974 roku.
W 1995 roku dyrektorem Ogrodu został dr inż. Maciej Kwiatkowski. Wprowadzono zmiany w sposobie ekspozycji ogrodowych z uwzględnieniem form architektury i krajobrazu, uzupełniono informację dla zwiedzających oraz dokonano szereg inwestycji i remontów zmieniających wygląd Ogrodu.
W październiku 2009 roku wichura i śnieg poczyniły dużo szkód w Ogrodzie. Zniszczone zostały cenne okazy, inne jak miłorząb mocno ucierpiały.

## Działy i kolekcje roślinne

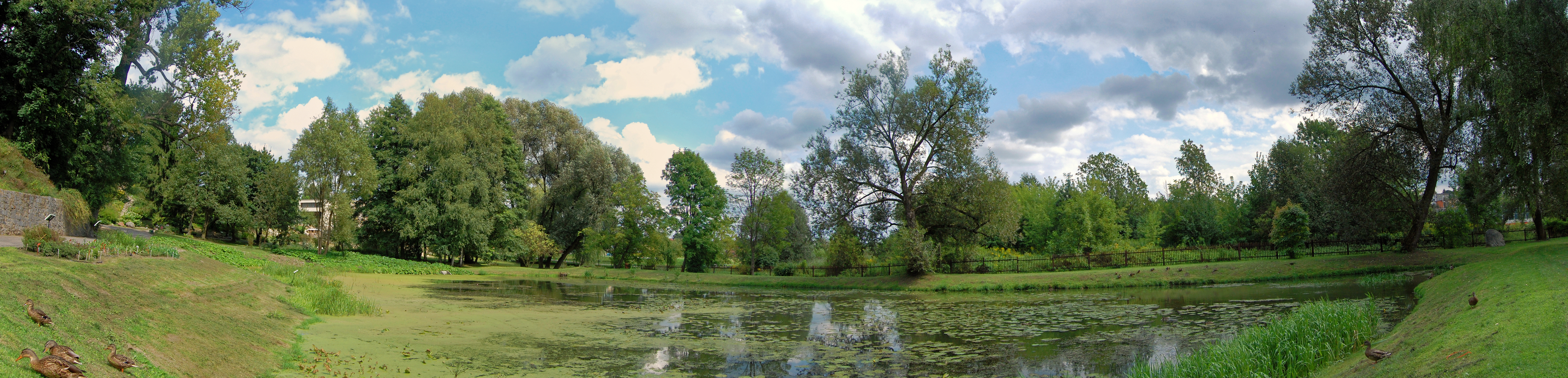
Panorama ogrodu

Kolekcje Ogrodu liczą ponad 1600 gatunków drzew i krzewów, ponad 3300 roślin zielnych rosnących w gruncie oraz ok. 1600 gatunków roślin szklarniowych. W parku rośnie 106 drzew w wieku ponad 100 lat.
- Dział Roślin Cebulowych i Bulwiastych
- Dział Dendrologii (Arboretum)
- Dział Roślin Południowej i Południowo-Wschodniej Europy
- Rośliny Biblijne
- Dział Flory Polski
  - Rośliny Chronione
- Dział Roślin Górskich (Alpinarium)
- Dział Roślin Ozdobnych
  - „Pałacówka” i „Wąwóz Ozdobny”
  - Rośliny Ozdobne „Nad Stawami”
  - Kolekcje Bylin
- Rosarium
- Dział Systematyki Roślin
- Dział Roślin Tropikalnych i Subtropikalnych
- Dział Roślin Użytkowych
- Dział Roślin Wodnych i Bagiennych

## Dyrektorzy lub pełniący rolę Dyrektora Ogrodu Botanicznego w Lublinie
- Kazimierz Bryński
- Tadeusz Petrowicz
- Dominik Fijałkowski
- dr Kazimierz Kozak
- dr inż. Maciej Kwiatkowski
- dr Grażyna Szymczak

## Godziny otwarcia
Ogród otwarty jest od kwietnia do października. Wstęp jest płatny.